# Pačmelák
Pačmelák (Bombus, dříve Psithyrus) je rod hmyzu z čeledi včelovití (Apidae). Velmi úzká příbuznost s rodem čmelák (Bombus) vyvolala ve vědecké veřejnosti pravděpodobně již uzavřenou diskusi, zda rozlišovat oba rody či sjednotit v jeden rod s názvem čmelák (Bombus) a v rámci tohoto rodu rozlišovat podrod Bombus a podrod Psithyrus. V současnosti nemají pačmeláci vlastní rod a jsou tedy zahrnováni do rodu Bombus.
Pačmeláci jsou parazitický hmyz využívající jako hostitele druhy rodu čmelák (Bombus). Čmelákům jsou na první pohled velmi podobní. Liší se temnějším odstínem zbarvení a u samečků lze rozpoznat odlišnou morfologii kopulačních orgánů. Robustní samičky lze s jistotou rozpoznat podle rozdílné anatomie holeně zadních noh. Na rozdíl od čmeláků, u kterých jsou vyduté, hladké, lesklé a po stranách lemované dlouhými tuhými brvami, u pačmeláků jsou vypouklé a pokryté chloupky po celé ploše. Pačmeláci mají silné a šavlovitě zahnuté žihadlo. Poslední článek zadečku bývá skoro bez chloupků. Další odlišností je, že mají silnější kusadla než čmeláci. Rovněž jim chybí sběrací košíček a voskové žlázy.
Pačmeláci se vyskytují jen jako pohlavní jedinci. Parazitují v hnízdech čmeláků. Samička v nich klade vajíčka. Původní samičku buď zabije, nebo si ji podřizuje. O larvy pečují dělnice hostitelského druhu až do zakuklení. Ze zámotku se pak líhnou jen pohlavně zralí jedinci – samečci a samičky. Kasta dělnic se u pačmeláků nevyskytuje. U jednotlivých druhů pačmeláků většinou dochází k úzké specializaci na parazitismus u jednotlivých druhů čmeláků, kterým se i vzhledově podobají. Například pro pačmeláka českého je hostitelem čmelák hajní, hlavním hostitelem pačmeláka cizopasného je čmelák skalní atd.